# Shahrestān di Azadshahr
Lo shahrestān di Azadshahr (farsi شهرستان آزادشهر) è uno dei 14 shahrestān della provincia del Golestan, in Iran. Il capoluogo è Azadshahr. Lo shahrestān è suddiviso in 2 circoscrizioni (bakhsh): 
- Centrale (بخش مرکزی)
- Chesmehsaran (بخش چشمه ساران), con capoluogo Now Deh-e Khanduz.